# 2079 Jacchia
2079 Jacchia (1976 DB) là một tiểu hành tinh vành đai chính được phát hiện ngày 23 tháng 2 năm 1976 bởi Harvard College ở trạm Agassiz.